# Calle de Alfonso VIII (San Sebastián)
La calle de Alfonso VIII es una vía pública de la ciudad española de San Sebastián.

## Descripción

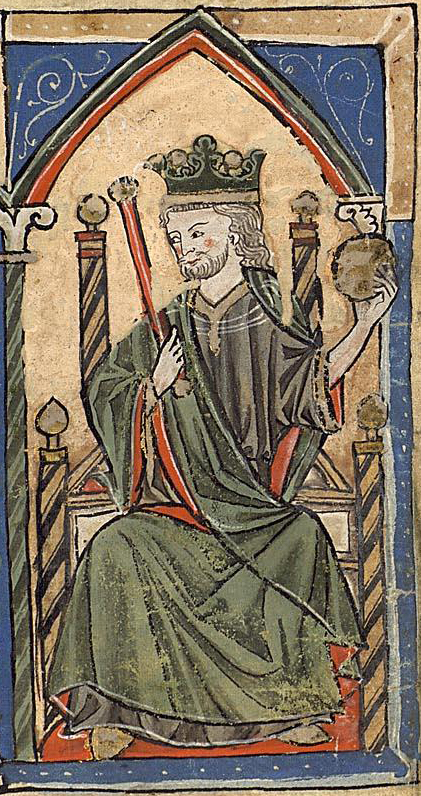
Alfonso VIII de Castilla da nombre a la calle

La vía, que obtuvo el título actual en noviembre de 1891, nace de la plaza de Bilbao y discurre hasta llegar a la del Buen Pastor, con cruce a medio camino con la calle de Hondarribia. Alfonso VIII de Castilla (1155-1214) fue rey de Castilla desde 1158 hasta su muerte. Aparece descrita en Las calles de San Sebastián (1916) de Serapio Múgica Zufiria con las siguientes palabras:

Calle de Alfonso VIII.—La Provincia de Guipúzcoa, en tiempos antiguos, estuvo incorporada periódicamente, ya a Navarra, ya a Castilla, hasta el año 1200 en que siendo Rey Don Alfonso VIII el de las Navas, se unió voluntaria y definitivamente a la Corona Castellana a condición de que se le respetaran los antiguos fueros y costumbres con que vivía desde su primera población. Se ha querido rememorar esta alianza con el nombre de este Monarca Castellano, puesto a una de las calles de la capital de Guipúzcoa, por el Ayuntamiento, en sesión de 16 de Noviembre de 1891.
(Múgica Zufiria, 1916, p. 6)